# 拉氏底鱂
拉氏底鱂，為輻鰭魚綱鯉齒目鯉齒亞目底鱂科的其中一種，為溫帶魚類，分布於美國維吉尼亞州及北卡羅萊納州Neuse、Cape Fear、Peedee及Catawba河流域，體長可達8公分，棲息在砂泥底質溪流洄水區、池塘，生活習性不明。

## 擴展閱讀
維基物種上的相關：拉氏底鱂